# Juliusz Kaden-Bandrowski

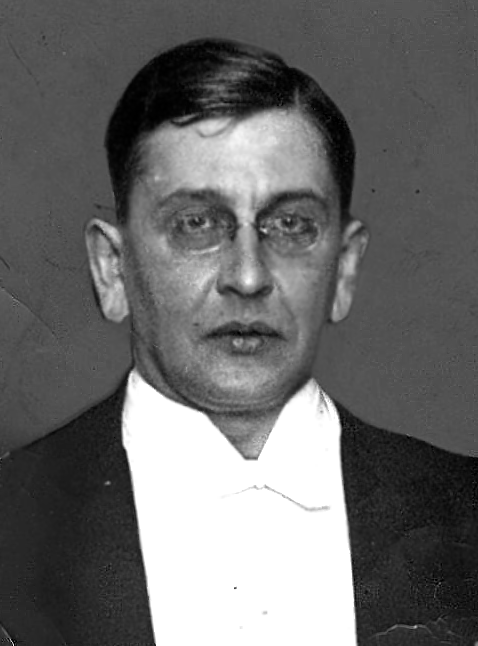
Juliusz Kaden-Bandrowski

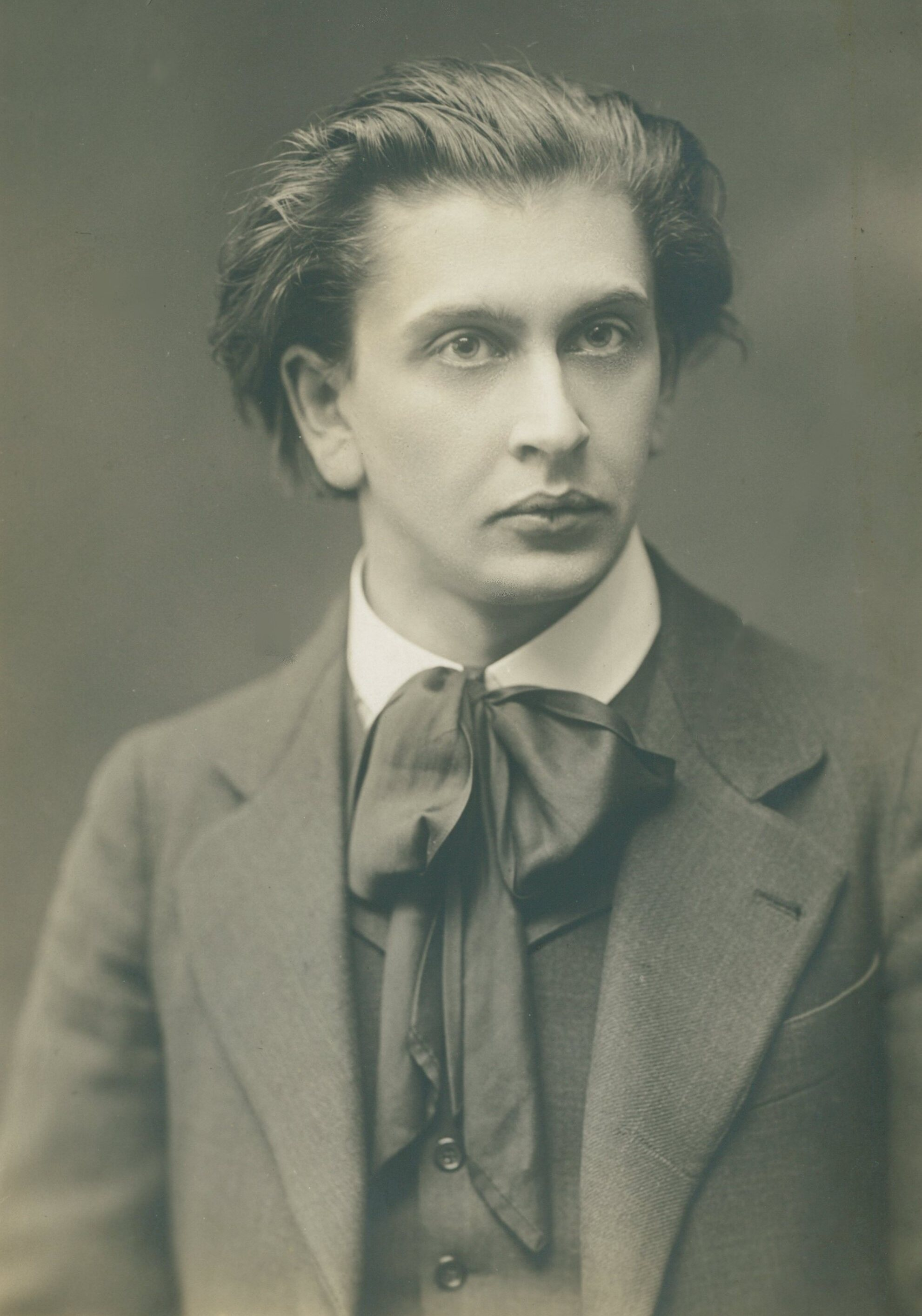
Juliusz Kaden-Bandrowski, 1913

Juliusz Kaden-Bandrowski (* 24. Februar 1885 in Rzeszów; † 8. August 1944 in Warschau) war ein polnischer Prosaiker und Publizist.

## Leben und Werk
Er war Sohn von Juliusz Marian Bandrowski und seiner Frau Helena geb. Kaden und Bruder des Schriftstellers Jerzy Bandrowski (1883–1940). Kaden-Bandrowski studierte zuerst Klavier an den Hochschulen in Lemberg, Krakau und Leipzig und anschließend Philosophie in Brüssel. 1907 wurde er Publizist und Korrespondent polnischsprachiger Presse und wirkte in der Skamander-Gruppe mit. Er war Józef Piłsudskis Adjutant und Chronikschreiber in Piłsudskis 1. Polnischer Brigade.
In der Zeit von 1933 bis 1939 war er Generalsekretär der Polska Akademia Literatury. Während der deutschen Okkupation Polens blieb er in Warschau und nahm an dem geheimen Bildungswesen teil, wofür er von der Gestapo verhaftet wurde. Seine beiden Söhne, die Zwillingsbrüder Andrzej und Paweł, waren Polnische-Heimatarmee-Offiziere und fielen im Kampf mit den Deutschen. Er selbst starb in Warschau während des Warschauer Aufstands. Alle drei wurden auf dem Warschauer evangelischen Friedhof bestattet.

## Werke (Auswahl)
- 1911 – Niezguła
- 1913 – Proch
- 1915 – Piłsudczycy
- 1915 – Iskry
- 1916 – Mogiły
- 1919 – Łuk
- 1922 – Generał Barcz
- 1924 – Przymierze serc
- 1925 – Wakacje moich dzieci
- 1928 – Czarne skrzydła
- 1933 – Mateusz Bigda